# Tepas (Geneng)
Tepas is een bestuurslaag in het regentschap Ngawi van de provincie Oost-Java, Indonesië. Tepas telt 4999 inwoners (volkstelling 2010).